# Quinetia
Quinetia là một chi thực vật có hoa trong họ Cúc (Asteraceae).

## Loài
Chi Quinetia gồm các loài: